# 墨爾本博物館
墨爾本博物館（Melbourne Museum）是澳大利亞城市墨爾本的一座博物館。墨爾本博物館位於卡爾頓花園之內，毗鄰皇家展覽館。現在的墨爾本博物館竣工於2001年。墨爾本博物館是南半球規模最大的博物館。